# Marc Bellemare
Pour les articles homonymes, voir Bellemare.
Marc Bellemare, est un homme politique et un avocat québécois. Député libéral de Vanier à l'Assemblée nationale du Québec de 2003 à 2004 à Québec, il exerce la fonction de ministre de la Justice et de ministre responsable de l'application des lois professionnelles. Il se tourne ensuite vers la politique municipale où il est chef du parti Vision Québec de 2005 à 2007. Depuis janvier 2018, il collabore à l’émission Marceau le soir avec l’animateur Yannick Marceau sur les ondes de Radio X Québec CHOI FM et maintenant sur les ondes de BLVD 102,1 Qc.

## Biographie

### Études et carrière d'avocat
Natif de Saint-Hyacinthe au Québec, il étudie le droit à l'Université de Montréal, obtenant sa licence en 1978 en entrant au Barreau du Québec en 1979. Il se spécialise depuis 1979 dans la défense des victimes d'accidents du travail (CNESST), de la route (SAAQ) et des victimes d'actes criminels.
S'étant spécialisé en droit social, il s'intéresse au problème des accidents de la route et vient à exiger une modification du système No fault (en) pour permettre aux victimes de poursuivre les chauffards devant un tribunal civil et réclamer des indemnités non couvertes par la Société de l'assurance automobile du Québec (SAAQ).
Il est animateur de radio à CKRL de 1978 à 1981, siège sur des conseils d'administration communautaires dans les années 1980, et a aussi été entraîneur d'une équipe de hockey mineur à Sillery. Il est président d'honneur de nombreux organismes sociaux.

### Politique

#### Politique provinciale
Élu député libéral de Vanier le 14 avril 2003, il tente de réformer les indemnisations, mais échoue.
Bellemare est ministre de la Justice lorsque le juge Jean-Guy Boilard se retire d'un procès des Hells Angels à Montréal. Il porte alors plainte contre le juge au Conseil canadien de la magistrature qui blanchit le magistrat.
Quelques mois plus tard, Marc Bellemare, déçu par le Gouvernement Jean Charest qui, malgré la promesse faite avant son engagement en politique (celle de modifier une clause bien précise du No Fault), n'a pas su tenir parole, décide de démissionner le 27 avril 2004 de son poste de ministre, et le lendemain, de son poste de député de Vanier.
En 2010, quelques années après son passage au ministère de la justice, une commission d’enquête publique, connue sous le nom de Commission Bastarache, est créée à la suite d'allégations formulées par Marc Bellemare laissant croire que le processus de nomination des juges de la Cour du Québec a pu faire l’objet d’un trafic d’influence,.

#### Politique municipale

##### Élections municipales de 2005 à Québec
En 2005, Bellemare annonce sa candidature à la mairie de Québec et termine en troisième place avec 11 % des suffrages exprimés, derrière Andrée P. Boucher (46,3 %) et Claude Larose, chef du Renouveau municipal de Québec.
Marc Bellemare retourne ensuite à la pratique privée et travaille à Québec. Il continue de se porter à la défense des victimes accidentées de la route et du travail. Il devient chef du parti Vision Québec (dont il est le fondateur), et se bat toujours pour modifier une clause du No Fault.
En 2007, il annonce la tenue de conférences portant sur des projets de grande envergure visant le développement économique de Québec (possibilité de Jeux olympiques, établissement d'une équipe professionnelle de football, etc.). En outre, il lance une pétition en ligne pour encourager la venue du pape Benoît XVI à Québec en juin 2008.

### Après la politique
Il se consacre de nouveau à la pratique du droit et à la gestion de son cabinet, Bellemare Avocats, qu'il a fondé en 1979 et qui est spécialisé dans les accidents de la route, du travail, et d'actes criminels pour lesquels une juste compensation est réclamée auprès des régimes privés, mais surtout publics: SAAQ, CNESST, IVAC (Indemnisation des victimes d'actes criminels), etc. 
Il est régulièrement appelé à commenter l'actualité dans les médias. Dès février 2018, il tient une chronique judiciaire hebdomadaire sur les ondes radio de CHOI-FM, en direct à l'émission « Marceau le soir ». 

## Vie privée
Marc Bellemare est un amateur d'art visuel, il est l'un des fondateurs du Club des collectionneurs de Québec. 